# ER200
Az ER200 (oroszul: ЭР200) egy szovjet–orosz elektromos motorvonat.

## Története
Összesen 3 db épült belőle Lettországban, a Rigai Vagongyárban (Rīgas Vagonbūves Rūpnīca). Az első 1974-ben, a másik kettő pedig 1992-ben. A második sorozat 1996-ban már menetrend szerint közlekedett Moszkva és Szentpétervár között – egészen 2009-ig.